# Hugh Massy Wheeler
Hugh Massy Wheeler, född 1789, död 1857, var en brittisk militärbefälhavare Han är känd för sin tjänstgöring under sepoyupproret 1857, då han var befälhavare för garnisonen i Kanpur under belägringen av Cawnpore.